# Amigos con derechos
La amistad con derecho a roce —llamado popularmente como amigos con derechos— es una relación de pareja que intenta combinar la vinculación afectiva, los comportamientos y actitudes típicos de una amistad, con la posibilidad de mantener relaciones íntimas o sexuales. Si bien la modalidad de emparejamiento ya existía, en algunos casos con el nombre de amantes, esta denominación aparece en la historia recientemente y con posterioridad al noviazgo por lo que siempre se define en relación con él. La amistad con derechos tendrá menor vinculación afectiva y menores obligaciones que un noviazgo, aunque, como sucede en una amistad, no será completamente carente de ellos. 
Los participantes de dicha relación se llaman naturalmente amigos con derechos, aunque también existen numerosos sinónimos más o menos informales como amigovios, amigos con derecho a roce, amigos con beneficios, amigos con ventaja, amigarcha o follamigos.

## Definición
Las definiciones más completas realizadas a partir de conversaciones de los investigadores con adolescentes que usan el concepto destacan la libertad; la ausencia de compromiso, de estabilidad y de responsabilidad; la menor implicación afectiva y que su finalidad es el placer erótico sexual.
Una definición más clara es la dada por la periodista Verónica Malamfant, en su libro ADR Amigos con Derecho a Roce: Manual de abusos y costumbres. Según ella un amigo con derecho a roce «es toda persona que esté disponible para nosotras en todo momento y que cumpla con el conjunto de normas de convivencia para tener fricción». Además de la definición, sus características y una contextualización, Malamfant propone un decálogo de un ADR y un Contrato temporario. Estas reglas que dan forma a los follamigos regulan las actividades, los "deberes", las emociones deseables y posibles, los tiempos y ritmos adecuados, etcétera; de manera que reducen la incertidumbre e indeterminación que puede generar, y de hecho genera, este tipo de relaciones -al menos durante cierto tiempo-, a la vez que mantiene a raya al amor y a la pareja, aunque no sin dificultades, especialmente cuando la relación de follamistad se alarga -en exceso-, pues entran en contradicción, en disputa, distintas normas sociales.

## Relaciones formales y no formales
Las relaciones de pareja suelen clasificarse en las investigaciones en «formales», y «no formales». Las relaciones formales son típicamente el noviazgo y el matrimonio. Estas están mejor definidas en el imaginario. Las relaciones no formales no están claramente definidas, al punto que es difícil saber si los otros nombres que existen son sinónimos de amigos con derechos o constituyen relaciones con características distintas.
Estos otros nombres, mencionados en las investigaciones, como: amigos especiales, amigos con ventaja, amantes, amigos-novios o amigovios, parches, encarretes, novios que viven juntos, socios, colegas, amiguitos, amigos con privilegios, amigos con beneficios, partners («compañeros», en inglés) o simplemente pareja (Colombia) y (Venezuela), follamigos (España), amigarche (Argentina), amigos con ventaja (Chile), novios de chocolate, compañeros, free, ficantes (en portugués) México, amigos con derechos sexuales, amigos con derechos carnales, etcétera. Todos estos términos proviene del mismo significado.

## Contextualización
Con estos nuevos modelos de pareja, las sociedades vuelven a conductas sexuales parecidas a las del origen de la humanidad, anteriores a las normas sociales o religiosas, con la diferencia de que ya no se trata de un instinto de reproducción, dada la aceptación de la homosexualidad y de la masificación de los métodos anticonceptivos.
Los nuevos tipos de relaciones como los amigos con derechos, toman fuerza cuando las personas empiezan a temer al compromiso y a todo aquello que limite la libertad propia. Este discurso hacia la libertad también ha sido tomado por instituciones como la escuela y la familia que eran los entes reguladores en otros tiempos. Todo esto ocurre en una época donde se han derribado antiguos paradigmas y han caído antiguos absolutos y la humanidad busca construir un propio espacio, un propio mundo.

## Distintas realidades e identidades
El concepto es mencionado por varios investigadores y/o ensayistas de distintas disciplinas, y siempre aparecen diferencias en la definición a causa de la novedad del concepto.
De acuerdo al entorno social en donde el estudio se lleve a cabo, las edades y otras características de quien ensaya la definición aparecen elementos positivos y negativos de este tipo de relación.
Entre adolescentes, ya sean un medio rural o urbano y con independencia de su nivel de instrucción, la valoración de la amistad con derechos está fuertemente vinculada al género. Mientras que las mujeres las valoran negativamente ya que para ellas el sostener este tipo de relaciones es condenado por su entorno a través del mote de «mujer no respetable»; para los varones es aceptable.
Si bien los adolescentes de ambos medios, rural y urbano, coinciden en la definición, existen diferencias en otros detalles. Las mujeres de la ciudad destacan que en estas relaciones existe mayor libertad en las que incluso ellas pueden decidir qué hacer, a dónde ir, como si se tratara de una relación amistosa.
Los varones de la ciudad admiten que cualquier relación no formal puede convertirse en noviazgo si ambos están de acuerdo. En el caso de los varones del medio rural, ellos ven en esta libertad y en la posibilidad de tener varias relaciones a la vez, una oportunidad para mostrar lo que es visto, en dicho medio, como un rasgo de masculinidad.
Los adolescentes del medio rural tienen un menor nivel de información sobre sexualidad y salud ya que sus concepciones sobre formas de emparejamientos están más influenciadas por estereotipos sociales.
En el ambiente gay también se habla de amistades con derechos. Estas se destacan, al igual que entre adolescentes heterosexuales, por el desinterés hacia el fomento del afecto y hacia dar continuidad al mismo ya que no hay tolerancia al desengaño amoroso. Aquí también, la amistad con derechos es una relación sin compromisos, sin la posibilidad de demandarse afecto en las cuales un síntoma de ternura implica la separación.

## En la cultura popular

### En el cine
Varias películas han tenido como título Amigos con derechos:
- Eating Out 2: Sloppy Seconds (2006), segunda parte de Eating out, conocida como Amigos con derechos en México y estrenada en DVD como Descuidados en España en 2008.[23]
- No Strings Attached (febrero-marzo de 2011) protagonizada por Natalie Portman y Ashton Kutcher, conocida como Amigos con derechos en Hispanoamérica y Sin compromiso en España.[24]
- Friends with Benefits (septiembre de 2011) protagonizada por Justin Timberlake y Mila Kunis, conocida como Amigos con beneficios en Hispanoamérica y Con derecho a roce en España.[25]

### En la música
- «Seal It with a Kiss» es una canción interpretada por la estadounidense Britney Spears.
- «More Than Friends» es una canción interpretada por la super banda finlandesa Cain's Offering.
- «Amigos con derechos» es otra canción interpretada por Fuerte Apache
- «Amigos con derechos» es otra canción interpretada por el cantante colombiano John Alex Castaño
- «Procedimientos para llegar a un común acuerdo», interpretada por la agrupación mexicana Panda
- «Amigos con derechos», canción interpretada por la mexicana Dulce María[26]
- «Sin contrato», canción interpretada por el cantante colombiano Maluma.
- «Amigos con derechos», canción interpretada por la banda mexicana Reik y el cantante colombiano Maluma
- «Amigos con derecho», interpretada por la banda dominicana Casabe Añejo.

### En la televisión
- Amigovios fue una serie emitida por Canal 13 de Buenos Aires durante el año 1995, cuyos protagonistas eran preadolescentes.

### En la prensa
- «La amistad se escribe con sexo», El Argentino, 27 de julio de 2011
- «Promueven el Día del Amigo "con derechos"», El Litorial, Argentina, 19 de julio de 2011